# Утрехтски мирен договор
Утрехтският мирен договор е не само един документ, а серия от отделни мирни договори, подписани от воюващите страни-участнички във Войната за испанското наследство, в холандския град Утрехт през март и април 1713. Договорите между няколко европейски държави: Испания, Великобритания, Франция, Португалия, Савоя и холандската Република слагат край на войната.
Договорите са сключени между представители на Луи XIV и неговия внук Филип V в Испания, от една страна, и представители на кралица Ан от Великобритания, крал Виктор Амадей II в Сардиния, Жуау V в Португалия и Съединените провинции на Холандия – от друга. Те са сигнал за края на френските амбиции за хегемония в Европа, изразени във войните на Луи XIV, и допринасят за запазване на европейската система, основана на баланса на силите.